# Boston (группа)
Это статья о рок-группе; о городе см. Бостон.
Boston — американская рок-группа. Наибольшую популярность получила в 1970-е и 80-е годы. За время существования выпустила 6 студийных альбомов. Одноимённый дебютный альбом разошёлся тиражом около 20 миллионов экземпляров.

## История
Во главе команды всегда стоял Том Шольц, остальные участники со временем менялись. Ещё в студенческие годы он написал большую часть песен, которые годы спустя легли в основу дебютного альбома, Boston. Появление этого диска в 1976 году позволило вернуть классическому року часть молодёжной аудитории, которая увлеклась модными поветриями вроде панк-рока и диско. Альбом является одним из самых кассовых дебютных альбомов в истории США (17 млн проданных экземпляров).
Наряду с Queen команда сыграла решающую роль в разработке сложных гитарных гармоний, которые легли в основу музыки таких популярных групп восьмидесятых, как Def Leppard. Песня «More Than a Feeling» с дебютного альбома группы стала одним из самых известных стадионных гимнов в истории рок-музыки. Курт Кобейн признавал, что основной гитарный пассаж его песни «Smells Like Teen Spirit» был неосознанным заимствованием из «More Than a Feeling». В частности, во время концертного выступления на фестивале в Рединге в августе 1992 года, во вступительной части песни «Smells Like Teen Spirit», участники группы Nirvana, сыграли основной рифф и спели припев из «
More Than a Feeling» в знак того, насколько им надоел их первый суперхит.
В 1978 году вышел второй альбом группы, Don’t Look Back, реализованный тиражом в семь миллионов копий. Участники команды были готовы немедленно записать третий диск, однако Том Шольц настаивал на том, что подготовка нового альбома требует времени. Его перфекционизм привёл к тому, что в 1979—1983 годах Boston фактически прекратили существование.
В 1986 году наконец появился их третий альбом, так и названный Third Stage. Следующего диска, Walk On, поклонникам группы пришлось ждать восемь лет; пятый альбом Corporate America поступил в продажу ещё восемь лет спустя.
В 2007 году вокалист и фронтмен группы Брэд Делп покончил с собой. Группа пригласила на его место нового вокалиста и продолжает своё существование.
В январе 2009 года сборник Greatest Hits был переиздан как ремастированный.

## Дискография

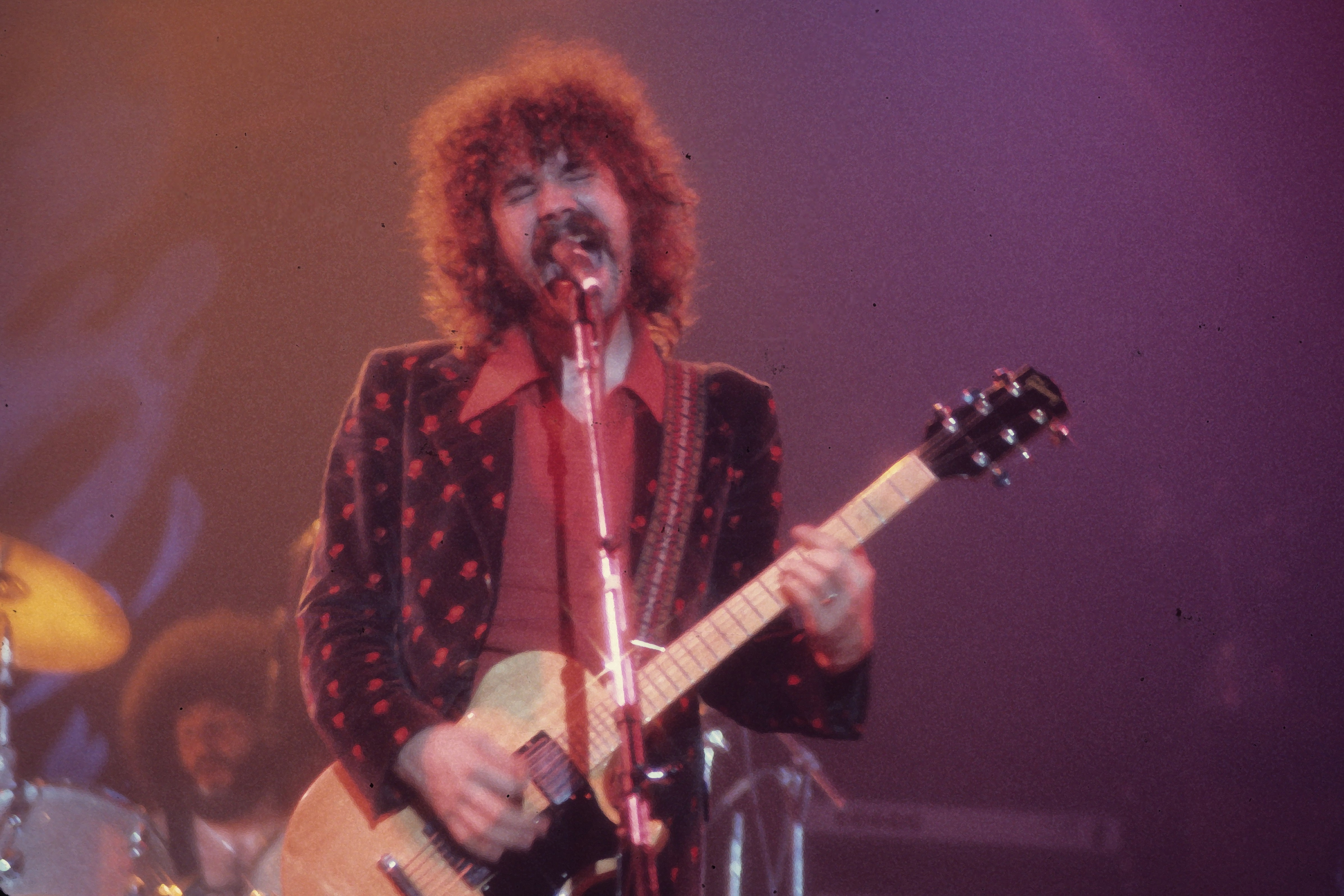
Брэд Делп